# 佐伯定胤
佐伯 定胤（さえき じょういん、慶応3年6月25日（1867年7月26日） - 昭和27年（1952年）11月23日）は、日本の法相宗・聖徳宗の僧侶、仏教学者。法相宗管長。のちに聖徳宗を興す。大僧正。学士院会員。

## 経歴
1867年、奈良県法隆寺村（現斑鳩町）に生まれる。1876年(明治9年)、10歳で法隆寺管主千早定朝の弟子として出家得度する。京都の泉涌寺で唯識・倶舎を修める。27歳の時、師定朝が法隆寺の学問寺としての伝統の復興のため設立した勧学院において講義を担当した。
1903年(明治36年)、37歳で法隆寺管主に就任する。103世管主として40年間務めた。在任期間中の 1921年(大正10年)、聖徳太子没後1300年を記念し、聖徳太子奉賛会を組織する。佛教研究者としても精力的に活動し、1929年(昭和4年)4月22日には帝国学士院会員となった。また、 1934年(昭和9年)からは 法隆寺昭和の大修理を始め、これは以降50年にわたる大事業となる。しかし1949年(昭和24年)1月26日、法隆寺金堂から火が出て壁画を消失。翌年の1950年には 金堂壁画消失の責任を取って管主を辞任した。辞任後は長老となり、後任の104世管主は佐伯良謙が就任した。
1950年(昭和25年)に法相宗を離脱し、法隆寺を本山に新たに聖徳宗を開く。
1952年(昭和27年)11月23日 、入院先の大阪大学付属病院で死去。85歳。

## 功績
- 明治時代の廃仏毀釈で衰えていた唯識・法相の教えを再興した学僧。法隆寺勧学院で開かれた唯識の講義には宗派を超えて多くの僧侶が聴講しに来た。また、東京大学でも講義している。専門の僧侶向けの講義は難解さを極めたが、宗派を超えて聴聞する者が多かった。一般信徒向けの夏百日の講義は非常に噛み砕いた平易な語り口であったという。
- 戒律を保ち、肉食をとらず、生涯独身を貫いた。

## エピソード
- その講義があまりにも難解で佐伯の下を去ろうと挨拶に来た若い僧侶に「わからなくとも、千日聞き流せ」と言った。
- 金堂の壁画が消失したときには、まだ鎮火していない堂の中に、弟子が羽交い絞めにして止めるのを振り切って飛び込もうとした。金堂の焼け跡で呆然と立ちすくんでいる佐伯の写真が残っている。
- 廃仏毀釈により荒廃した法隆寺の再建に尽くし、宮大工の西岡常吉、婿養子の西岡楢光、孫の西岡常一らを保護育成した。その意味でも飛鳥から伝わる寺院建築技術の継承を行った功績は大きい。

## 弟子
- 橋本凝胤-後の薬師寺管長。法相宗。
- 佐伯良謙-佐伯の後継の法隆寺管主。法相宗のち聖徳宗。
- 大西良慶-後の興福寺、清水寺貫主。法相宗、のち北法相宗。
- 澤木興道-曹洞宗の禅僧。
- 木辺孝慈-錦織寺法主。浄土真宗。

## 著書
- 『淵黙自適集』法隆寺, 1964年
- 『玄奘三蔵師資伝叢書』中野達慧と共著
- 『国訳一切経 和漢撰述 第33』大東出版社, 1962年
- 『国訳一切経. 和漢撰述 第34』大東出版社, 1962年
- 『国訳大蔵経. 論部 第1-15巻』国民文庫刊行会, 大正8-10
- 『聖徳皇太子』共著、古今書院、昭和7年
- 『聖徳太子に学べ 』共著、信濃毎日新聞, 昭和9年
- 『聖徳太子の憲法』朝日新聞社, 昭和18年
- 『勝鬘経講讃』仏教奉仕会, 昭14年
- 『新体制国民講座』 第2-10輯、朝日新聞社, 昭和16-17年
- 『新導成唯識論』性相学聖典刊行会, 昭15年
- 『十七条憲法と大乗仏教』教学局, 昭和14年
- 『定胤長老遺墨』法隆寺, 1966年
- 『世界聖典全集』 前輯 第1至15,後輯 第1至15 / 世界聖典全集刊行会. -- 改造社, 昭和4-5年
- 『仏説盂蘭盆経講賛』共著、渾沌社出版部, 昭和10年
- 『法華経法話』共著 顕道書院, 明43.10
- 『法相宗要』丙午出版社, 大正6
- 『唯識三類境義本質私記』共著、法隆寺勧学院同窓会
- 『維摩詰所説経』森江書店, 1937年

## 論文
- CiNii>佐伯定胤
- INBUDS>佐伯定胤